# Замок у Щитно
За́мок у Щи́тно (пол. Zamek w Szczytnie) — залишки середньовічного замку, знаходяться в місті Щитно Вармінсько-Мазурського воєводства.

## Історія
Перший дерев'яний замок був тут побудований до 1360 року тевтонськими лицарями. Він, ймовірно, виник на місці прусського поселення. Ця фортеця була спалена литовцями в 1370 році, а вже наприкінці чотирнадцятого століття на її місці був відбудований замок із цегли на кам'яному фундаменті. Він мав у плані форму квадрата зі сторонами близько 39 метрів, у південно-західному куті була побудована вежа (розмірами 9х9 метрів), вхід був зі сходу. Кожне з чотирьох крил замку, ймовірно, мало три поверхи у висоту та близько 11 футів завширшки. Замок був оточений стіною і ровом з водою. Зруйнований під час польсько-тевтонських воєн у XV та на початку XVI століть, перебудований у 1579—1581 роках на прохання маркграфа Бранденбург-Ансбаського Георга Фрідріха. Тоді до нього було добудовано чотири круглих башти. Вони збереглися до кінця XVIII століття. У наступному столітті замок зруйнувався.
До Другої світової війни, у 1936—1937 роках на частині фундаментів замку була побудована ратуша, Від самого замку залишилась лише 46-метрова вежа, яка називається «Вежа Юранда», частина в'їзної будівлі та рову.

## Замок у культурі
Замок у Щитно прославився завдяки твору Генрика Сенкевича «Хрестоносці». Саме тут комтуром був жорстокий фон Данвельд. У воротах замку стояв Юранд, сподіваючись, що лицарі випустять Данусю.